# Steinvåg
Steinvåg es un barrio o área urbana (en noruego, tettsted) del municipio de Bømlo, en la provincia de Vestland, Noruega. Tiene una población estimada, a inicios de 2022, de 429 habitantes.